# Левшин, Лев Ираклиевич
Лев Ираклиевич Левшин (1806—1871) — генерал-майор, варшавский обер-полицмейстер.

## Биография
Родился 3 (15) марта 1806года — сын помещика Воронежской губернии Ираклия Алексеевича Левшина.
По окончании первоначального образования в Тульском Александровском дворянском военном училище он был выпущен в 1823 году прапорщиком в лёгкую № 2 роту Литовской гренадерской артиллерийской бригады.
Во время военных действий против польских мятежников в 1831 году Левшин несколько раз оказывал особые отличия, в частности под Прагой и при Осекской переправе.
Затем занимал разные должности по артиллерийскому ведомству, в 1849 году получил чин полковника, 26 ноября 1851 года за беспорочную выслугу был награждён орденом Св. Георгия 4-й степени (№ 8648 по кавалерскому списку Григоровича — Степанова).
В 1859 году Левшин был произведён в генерал-майоры (со старшинством с 1861 года) и назначен командиром Варшавского делового артиллерийского двора, в 1862 году получил назначение на должность начальника Западного артиллерийского округа.
В 1863 году он во время вспыхнувших в Царстве Польском беспорядков был варшавским обер-полицеймейстером, а в следующем году стал членом полевого аудиториата Варшавского военного округа.
Скончался Левшин в Варшаве 18 (30) ноября 1871 года (в «Ежегоднике русской армии» указана другая дата — 1 февраля 1873 года).
Его брат Алексей был действительным тайным советником и членом Государственного совета Российской империи.